# Гаврилов, Иван Александрович (военный)
Иван Александрович Гаврилов (1 августа 1902 года — 23 августа 1944 года, Одесская область, УССР, СССР) — советский военный политработник, генерал-майор (24.08.1943).

## Биография
Родился в августе 1902 года в деревне Романцево, ныне Весьегонского района в Тверской области.
В 1922 году окончил сельскую школу.
В 1924 году призван в РККА, окончил школу младших командиров. В 1925 году демобилизовался из армии.
В 1927 году вступил в ВКП(б).
С 1932 года вновь поступил на службу в РККА, окончил трёхмесячные курсы политсостава и сборные курсы политсостава.
В апреле 1934 года назначен на должность комиссара 3-го батальона 33-й стрелково-пулемётной бригады.
С августа 1937 года назначен на должность заместителя начальника политотдела 7-го механизированного корпуса, с марта 1938 года начальник политотдела этого корпуса.
с июля 1938 года — ответственный секретарь партийной организации 33-й стрелково-пулемётная бригады.
В 1939—1940 гг. полковой комиссар Гаврилов участвует в Советско-финской войне, за боевые отличия в которой награждён орденом Красного Знамени.
С июля 1940 года — начальник политотдела 2-го танкового корпуса.
С 20 марта 1941 года — заместитель командира 18-го механизированного корпуса по политической части.
С началом Великой Отечественной войны в той же должности.
с августа 1941 года — комиссар, а с 27 сентября заместитель командира 23-й танковой бригады по политической части.
В марте 1942 года бригадный комиссар Гаврилов назначен на должность начальника политотдела 16-й армии (2-го формирования).
С 27 августа 1942 года — заместитель командира 10-го танкового корпуса по политической части.
С сентября 1942 года — Гаврилов член Военного Совета 24-й, а с 13 апреля 1943 года 4-й гвардейской армии.
24 августа 1943 года — присвоено воинское звание — генерал-майор.
23 августа 1944 года, погиб в ходе Ясско-Кишинёвской операции подорвавшись на мине.
Похоронен на 2-м Христианском кладбище в городе Одесса.

## Награды
- три ордена Красного Знамени (21.03.1940, 12.04.1942[3][4], 04.02.1943[5])
- орден Кутузова I степени (13.09.1944)
- орден Отечественной войны I степени (22.02.1944)
  - Медали в.т.ч.:
  - «За боевые заслуги» (03.11.1944)[6]
  - «За оборону Москвы»
  - «За оборону Сталинграда»